# Lanistes bicarinatus
Lanistes bicarinatus је пуж из реда Architaenioglossa и фамилије Ampullariidae.

## Угроженост
Ова врста се сматра рањивом у погледу угрожености врсте од изумирања.

## Распрострањење
Ареал врсте је ограничен на једну државу, ДР Конго.

## Станиште
Станиште врсте су слатководна подручја.